# Guðjón Valur Sigurðsson
Guðjón Valur Sigurðsson (ur. 8 sierpnia 1979 w Rejkiawiku) – islandzki piłkarz ręczny, reprezentant kraju.
Największy sukces z reprezentacją odniósł podczas Igrzysk Olimpijskich 2008 w Pekinie, zdobywając srebrny medal olimpijski.
Podczas mistrzostw Europy w 2010, w Austrii zdobył brązowy medal.
Od sezonu 2012/13 będzie występował po raz kolejny w Bundeslidze, w drużynie THW Kiel.

## Sukcesy

### klubowe
- Mistrzostwa Islandii:
  -  2001
- Mistrzostwa Niemiec:
  -  2014
  -  2009
- Puchar EHF:
  -  2005
- Mistrzostwa Danii:
  -  2012
- Puchar Danii:
  -  2012
- Liga Mistrzów:
  -  2015

### reprezentacyjne
- Igrzyska Olimpijskie:
  -  2008
- Mistrzostwa Europy:
  -  2010

## Nagrody indywidualne
- Król strzelców Mistrzostw Świata, rozgrywanych w Niemczech: 2007 (66 bramek)
- Najlepszy lewoskrzydłowy Igrzysk Olimpijskich w Pekinie: 2008
- Najlepszy lewoskrzydłowy Mistrzostw Europy w Serbii: 2012
- Wybrany do najlepszej siódemki świata 2012 roku według magazynu "L'Équipe".

## Odznaczenia
- Krzyż Kawalerski Orderu Sokoła Islandzkiego (2008)[1]